# Vendranges
Vendranges är en kommun i departementet Loire i regionen Auvergne-Rhône-Alpes i centrala Frankrike. Kommunen ligger i kantonen Saint-Symphorien-de-Lay som tillhör arrondissementet Roanne. År 2022 hade Vendranges 390 invånare.

## Befolkningsutveckling
Antalet invånare i kommunen Vendranges
| Referens: INSEE |